# Arash (personaggio)
Arash l'arciere (persiano: آرش کمانگیر Āraš-e Kamāngīr) è un'eroica figura dell'arciere della mitologia iraniana.

## Storia
Il mito dell'arciere, nella sua versione classica, parte da una guerra fra iraniani e turanici, per conquistare la "gloria reale" (khwarrah). Durante la guerra, il generale turanico Afrasiab, circondò le forze del retto Manučehr e lo costrinse a stipulare una pace. Per umiliare gli sconfitti, il re turanico ordinò che un singolo arciere iraniano scoccasse una freccia dall'Iran: ovunque essa fosse caduta, lì sarebbe stato tracciato il nuovo confine, e tutte le terre rientranti nel raggio della freccia sarebbero state restituite agli iraniani. Tutto il resto invece sarebbe andato a Afrasiab e al suo popolo. Nessun arciere osava offrirsi volontario, dato che anche il migliore non avrebbe potuto far allontanare la freccia più di una lega. 
Tuttavia un angelo (secondo lo studioso al-Biruni, l'angelo era Isfandaramad, ovvero l'Ameša Spenta Ārmaiti, in persiano Spendarmad) istruì Arash, che si offrì volontario, e prima di scagliare la freccia scalò i monti Elburz. Una volta giunto in cima, tirò con il suo arco, ma prima di farlo infuse la sua vita nella freccia; quest'ultima viaggiò per tre giorni prima di fermarsi, e così facendo, i turanici furono costretti a ritirarsi e la pace ritornò in Iran.